# 2020年東京オリンピックのバスケットボール競技・男子日本選手団
2020年東京オリンピックのバスケットボール競技・男子日本選手団（2020ねんとうきょうオリンピックバスケットボールきょうぎだんししにほんせんしゅだん）は、2020年東京オリンピック男子バスケットボール競技に出場したバスケットボール男子日本代表。オリンピック出場は1976年モントリオール大会以来11大会ぶり7回目。FIBAランクでいずれも格上の相手に勝利を目指したが、3連敗で敗退した。

## スタッフ
- チームリーダー：東野智弥
- ヘッドコーチ：フリオ・ラマス
- アシスタントコーチ：エルマン・マンドーレ
- サポートコーチ兼通訳：前田顕蔵
- サポートコーチ兼通訳：勝久ジェフリー
- S&Cコーチ：阿部勝彦
- アスレチックトレーナー：一柳武男
- サポートアスレチックトレーナー：古澤美香
- チームマネージャー：西村拓也

## 選手
| No. | 氏名                   | P  | 身長  | 生年月日 | 所属                           | 備考       |
| --- | ---------------------- | -- | ----- | -------- | ------------------------------ | ---------- |
| 02  | 富樫勇樹               | PG | 167cm |          | 千葉ジェッツ                   |            |
| 06  | 比江島慎               | SG | 191cm |          | 宇都宮ブレックス               |            |
| 08  | 八村塁                 | SF | 203cm |          | ワシントン・ウィザーズ         |            |
| 09  | ベンドラメ礼生         | PG | 186cm |          | サンロッカーズ渋谷             |            |
| 12  | 渡邊雄太               | SF | 206cm |          | トロント・ラプターズ           |            |
| 14  | 金丸晃輔               | SG | 192cm |          | 島根スサノオマジック           |            |
| 18  | 馬場雄大               | SF | 198cm |          | メルボルン・ユナイテッド       |            |
| 23  | エドワーズギャビン     | PF | 206cm |          | 千葉ジェッツ                   | 帰化選手枠 |
| 24  | 田中大貴               | PG | 192cm |          | アルバルク東京                 |            |
| 32  | シェーファーアヴィ幸樹 | C  | 206cm |          | シーホース三河                 |            |
| 34  | 渡邉飛勇               | PF | 207cm |          | 琉球ゴールデンキングス         |            |
| 88  | 張本天傑               | SF | 198cm |          | 名古屋ダイヤモンドドルフィンズ |            |